# العلاقات الأوكرانية الأمريكية
العلاقات الأوكرانية الأمريكية هي العلاقات الثنائية التي تجمع بين أوكرانيا والولايات المتحدة.

## تاريخ العلاقات
تتمتع الولايات المتحدة بعلاقات ودية واستراتيجية مع أوكرانيا، وتولي أهمية كبيرة لنجاح انتقال أوكرانيا إلى ديمقراطية ذات اقتصاد سوق مزدهر. بدأت الحكومة الأوكرانية باتخاذ خطوات في خريف عام 1999 من أجل تنشيط الإصلاح الاقتصادي الذي كان متوقفًا لسنوات بسبب عدم وجود أغلبية إصلاحية في البرلمان الأوكراني. تصميم الحكومة الأوكرانية المعلن على تنفيذ الإصلاح الاقتصادي الشامل هو تطور جدير بالترحيب في أعين الحكومة الأمريكية، ذلك أن الولايات المتحدة ملتزمة بدعم أوكرانيا في الاستمرار على هذا الطريق. عانت العلاقات الثنائية من نكسة في سبتمبر عام 2002 عندما أعلنت الحكومة الفيدرالية للولايات المتحدة أنها صدقت على تسجيل قرار الرئيس ليونيد كوتشما في يوليو عام 2000 بنقل نظام رادار كولشوغا للإنذار المبكر إلى العراق. نفت حكومة أوكرانيا حدوث عملية النقل أبدًا. أدّت ثورة البرتقال الديمقراطية في أوكرانيا إلى تعاون أوثق وحوار أكثر انفتاحًا بين أوكرانيا والولايات المتحدة. وما تزال سياسة الولايات المتحدة تتمحور حول تحقيق وتعزيز الديمقراطية والازدهار والأمن في أوكرانيا على نحو أوثق في أوروبا والهياكل الأوروبية - الأطلسية.
يُعتبر قانون الحرية من أجل روسيا والديمقراطيات الأوروبية الآسيوية الناشئة والأسواق المفتوحة (إف إس إيه)، الذي صدر في أكتوبر عام 1992، بمثابة حجر الأساس لاستمرار شراكة الولايات المتحدة مع أوكرانيا وغيرها من دول ما بعد الاتحاد السوفييتي. كانت أوكرانيا من المتلقين الرئيسيين للمساعدة المقدمة من (إف إس إيه). بلغ مجموع المساعدة التي قدمتها الولايات المتحدة منذ الاستقلال أكثر من 3 بلايين دولار. تستهدف المساعدة التي تقدمها الولايات المتحدة إلى أوكرانيا تعزيز الإصلاح السياسي والاقتصادي وتلبية الاحتياجات الإنسانية الطارئة. دأبت الولايات المتحدة على تشجيع انتقال أوكرانيا إلى مجتمع ديمقراطي مع اقتصاد مزدهر قائم على اقتصاد السوق.
في نوفمبر عام 2006، اختارت مؤسسة تحدي الألفية (إم سي سي) أوكرانيا لتكون مؤهلة لتقديم طلب للحصول على المساعدة التعاهدية. تشارك أوكرانيا بالفعل في برنامج عتبة لجنة التنسيق الإداري، ووقّعت في ديسمبر عام 2006 اتفاقًا لبرنامج عتبة قدرها 45 مليون دولار. يهدف هذا البرنامج، الذي بدأ تنفيذه في أوائل عام 2007، إلى الحد من الفساد في القطاع العام من خلال الرصد والدعوة من جانب المجتمع المدني إلى جانب الإصلاح القضائي وزيادة رصد الحكومة وإنفاذ المعايير الأخلاقية والإدارية وتبسيط الأنظمة وإنفاذها ومكافحة الفساد في التعليم العالي. بدأت أوكرانيا عملية وضع مقترح للاتفاق، بيد أن التنفيذ الناجح لبرنامج العتبة يُعتبر ضروريًا قبل أن تدخل لجنة التنسيق الإداري في اتفاق مع أوكرانيا.
لدى الولايات المتحدة سفارة في العاصمة الأوكرانية كييف، وأوكرانيا لديها سفارة في العاصمة الأمريكية واشنطن العاصمة.
بالإضافة إلى الدعم الدبلوماسي في صراعها مع روسيا، قدمت الولايات المتحدة لأوكرانيا 1.5 مليار دولار أمريكي من المساعدات العسكرية من عام 2014 وحتى عام 2019. في عام 2021، ذكرت صحيفة الصنداي تايمز أن مبلغ المعونة العسكرية المقدمة قد بلغ 2.5 بليون دولار أمريكي. في يناير 2022، وضعت الولايات المتحدة 5000 – 8500 جندي في حالة تأهب قصوى. في الحادي عشر من فبراير عام 2022، وفي اتصال بالفيديو مع الرئيس الروسي فلاديمير بوتن، وعد الرئيس الأمريكي جو بايدن بأنه في حال غزت روسيا أوكرانيا، فإن واشنطن وحلفاءها سوف يستجيبون «بشكل حاسم».تتطلع الولايات المتحدة وأوكرانيا في 24 فبراير 2025 إلى توقيع صفقة نهائية تمنح الولايات المتحدة إمكانية الوصول إلى الموارد المعدنية النادرة في أوكرانيا، مقابل ضمانات أمنية أمريكية. ويُعتبر هذا الاتفاق جزءًا من جهود إدارة الرئيس دونالد ترمب لإنهاء الحرب الروسية على أوكرانيا التي استمرت لمدة ثلاث سنوات.

## مقارنة بين البلدين
هذه مقارنة عامة ومرجعية للدولتين:
| وجه المقارنة                                              | أوكرانيا                                   | الولايات المتحدة                                                                                                  |
| --------------------------------------------------------- | ------------------------------------------ | --- |
| المساحة (كم2)                                             | 603.63 ألف                                 | 9.83 مليون |
| عدد السكان (نسمة)                                         | 45.55 مليون                                | 311.58 مليون |
| الكثافة السكانية (ن./كم²)                                 | 75.46                                      | 31.7 |
| العاصمة                                                   | كييف                                       | واشنطن العاصمة |
| اللغة الرسمية                                             | اللغة الأوكرانية                           | لغة إنجليزية |
| العملة                                                    | هريفنا أوكرانية، كاربوفانيتس، روبل سوفييتي | دولار أمريكي |
| الناتج المحلي الإجمالي (بليون دولار)                      | 112.15 مليار                               | 19.39 تريليون |
| الناتج المحلي الإجمالي (تعادل القوة الشرائية) بليون دولار | 352.98 مليار                               | 18.04 تريليون |
| الناتج المحلي الإجمالي الاسمي للفرد دولار أمريكي          | 2.11 ألف                                   | 56.12 ألف |
| الناتج المحلي الإجمالي للفرد دولار أمريكي                 | 8.66 ألف                                   | 54.63 ألف |
| مؤشر التنمية البشرية                                      | 0.747                                      | 0.920 |
| رمز المكالمات الدولي                                      | +380                                       | +1 |
| رمز الإنترنت                                              | .ua، .укр ‏                                 | .us، حكومة، .mil، Edu.                                                                                            |
| المنطقة الزمنية                                           | ت ع م+02:00، ت ع م+03:00، توقيت شرق أوروبا | توقيت ساموا الأمريكية، توقيت أطلنطي موحد، منطقة زمنية وسطى، توقيت ألاسكا ‏، المنطقة الزمنية الجبلية، توقيت تشامرو ‏ |

## مدن متوأمة
في ما يلي قائمة باتفاقيات التوأمة بين مدن أوكرانية وأمريكية:
- ترتبط كريمنشوك مع بروفيدنس باتفاقية توأمة منذ 2012.[22]
- ترتبط خميلنيتسكي مع موديستو باتفاقية توأمة.
- ترتبط أوديسا مع بالتيمور باتفاقية توأمة منذ 1990.[23][23][24][25]
- ترتبط فينيتسا مع برمنغهام باتفاقية توأمة منذ 2010.[26][26][26]
- ترتبط أوجهورود مع كورفاليس باتفاقية توأمة منذ 1971.
- ترتبط تشيرنوفتسي مع سولت ليك باتفاقية توأمة منذ 14 أكتوبر 2012.[27][28][29][30]
- ترتبط كانيف مع سونوما باتفاقية توأمة منذ 20 سبتمبر 2008.
- ترتبط تشيركاسي مع سانتا روسا باتفاقية توأمة منذ 26 مارس 2012.
- ترتبط دونيتسك مع بيتسبرغ باتفاقية توأمة منذ 1987.
- ترتبط أومان مع دافيس باتفاقية توأمة.
- ترتبط دنيبرو مع ليكسينغتون باتفاقية توأمة منذ 2007.
- ترتبط لفيف مع كورنينغ باتفاقية توأمة منذ 15 يناير 2004.[31][31][32][33]
- ترتبط تشيهيرين مع سيباستوبول باتفاقية توأمة.
- ترتبط يالطا مع سانتا باربارا باتفاقية توأمة منذ 2008.[34][34][35][35]
- ترتبط إيفانو-فرانكيفسك مع مقاطعة أرلنغتون باتفاقية توأمة منذ 9 نوفمبر 2006.[36][36][37][37]
- ترتبط كييف مع شيكاغو باتفاقية توأمة منذ 1995.[38][38][38][38]
- ترتبط خاركيف مع سينسيناتي باتفاقية توأمة منذ 23 أبريل 2001.[39][39][39][40]

## منظمات دولية مشتركة
يشترك البلدان في عضوية مجموعة من المنظمات الدولية، منها:
| علم المنظمة | اسم المنظمة                               | تاريخ انضمام أوكرانيا | تاريخ انضمام الولايات المتحدة |
| ----------- | ----------------------------------------- | --------------------- | ----------------------------- |
|             | وكالة ضمان الاستثمار متعدد الأطراف        | 19 يوليو 1994         | 12 أبريل 1988                 |
|             | الاتحاد الدولي للاتصالات                  | 7 مايو 1947           | 1 يوليو 1908                  |
|             | يونسكو                                    | 12 مايو 1954          | 4 نوفمبر 1946                 |
|             | الأمم المتحدة                             | 24 أكتوبر 1945        | 24 أكتوبر 1945                |
|             | مؤسسة التمويل الدولية                     | 18 أكتوبر 1993        | 20 يوليو 1956                 |
|             | منظمة الشرطة الجنائية الدولية             | ?                     | ?                             |
|             | الاتحاد البريدي العالمي                   | ?                     | ?                             |
|             | منظمة حظر الأسلحة الكيميائية              | ?                     | ?                             |
|             | اتفاقية السماوات المفتوحة                 | ?                     | ?                             |
|             | منظمة التجارة العالمية                    | 16 مايو 2008          | ?                             |
|             | منظمة الأمن والتعاون في أوروبا            | 30 يناير 1992         | 25 يونيو 1973                 |
|             | نظام تحكم تكنولوجيا القذائف               | 1998                  | 1987                          |
|             | مجموعة الموردين النوويين                  | ?                     | ?                             |
|             | المركز الدولي لتسوية المنازعات الاستشارية | 7 يوليو 2000          | 14 أكتوبر 1966                |
|             | البنك الدولي للإنشاء والتعمير             | 3 سبتمبر 1992         | 27 ديسمبر 1945                |
|             | مؤسسة التنمية الدولية                     | 27 مايو 2004          | 24 سبتمبر 1960                |
|             | المنظمة الهيدروغرافية الدولية             | ?                     | ?                             |
|             | الفريق المعني برصد الأرض                  | ?                     | ?                             |
|             | مجموعة أستراليا                           | 2005                  | 1985                          |

## أعلام
هذه قائمة لبعض الشخصيات التي تربطها علاقات بالبلدين:
- آندي وارهول (فناناً أمريكياً، 6 أغسطس 1928[52][53][54] – 22 فبراير 1987[53][54][55])
- أنتون ليفي (مؤسس الشيطانية الإلحادية وكنيسة الشيطان، 11 أبريل 1930[56][57][58] – 29 أكتوبر 1997[56][57][58])
- تايسا فارميجا (ممثلة أمريكية، 17 أغسطس 1994 – )
- تشاك بولانيك (21 فبراير 1962[59][60][61] – )
- جاك بالانس (18 فبراير 1919[62][63][64] – 10 نوفمبر 2006[62][63][64])
- جورج جاموف (4 مارس 1904[65][66][67] – 19 أغسطس 1968[65][68])
- ستيفن تيلور (26 مارس 1948[69][70] – )
- غاري جونسون (سياسي أمريكي، 1953[71][72] – )
- فيرا فارميغا (ممثلة أمريكية، 6 أغسطس 1973[73][74][75] – )
- فيليب كوتلر (27 مايو 1931[76] – )
- ليف تايلر (1 يوليو 1977[77] – )
- مايكل مان (مخرج وسيناربست أمريكي، 5 فبراير 1943[78][79][80] – )
- ميغ رايان (19 نوفمبر 1961[81][82] – )
- ناتالي وود (ممثلة أمريكية، 20 يوليو 1938[83][84][85] – 29 نوفمبر 1981[83][84][86])
- نيكول شيرزينغر (نيكول شيرزينغر من أفضل المغنيات التي اتمني مشاهدتها ليلا نهارا .ذات استعراض رائع واغاني جميلة، 29 يونيو 1978[87] – )

## وصلات خارجية
- موقع وزارة الخارجية الأوكرانية
- موقع وزارة الخارجية الأمريكية